# Antonio Sema
Antonio Sema, italijanski učitelj, komunist in antifašist, * 23. november 1888, Strunjan, Avstrijsko primorje, † 31. december 1945, Piran.

## Življenje in delo
Rodil se je očetu Martinu in materi Mariji (rojena Coslovich), v revni kmečki družini. Osnovno šolo je obiskoval v Izoli in se nato vpisal v gimnazijo v Kopru. Zaradi težkih finančnih razmer v družini  je moral šolanje kmalu opustiti, ter se je preživljal kot težaški delavec in ribič. Ob delu se je samoizobraževal in uspešno opravil izpite za osnovnošolskega učitelja.
Preselil se je v Piran, kjer je služboval in tam spoznal učiteljico Mario Bubba, ki je postala njegova žena. V zakonu so se jima rodili trije otroci, Paolo (1915), Cornelio (1916) in Licia (1919). Kot učitelj in didaktični vodja je v šolstvu uvedel številne novosti. Poudarjal je pomen odnosov med učiteljem in učenci ter vzpodbujal kritično mišljenje in izmenjavo mnenj. Privatno se je zavzemal za pravično družbo in je podpiral socialistično delavsko gibanje. Postal je eden od vidnejših političnih aktivistov in je ideje gibanja širil med delavci in kmeti v Piranu, ter širše v Istri.
Bil je dober govornik in neumoren organizator kulturnih in izobraževalnih prireditev, namenjenih delavcem italijanske, slovenske ter hrvaške narodnosti. Javno je obsojal korupcijo ter kritiziral fašistični režim, ki so ga po priključitvi Istre k Kraljevini Italiji podpirali tudi nekateri pirančani. Kmalu so ga pričeli preganjati fašistični skvadristi, mu leta 1921 vdrli v stanovanje ter grozili družini. Oblasti so mu prepovedale poučevanje in ga aretirale. Leta 1924 so ga premestili v Jamlje pri Doberdobu in nato v Devin, kjer je zbolel za malarijo. Od njega so zahtevali premestitev v Piemont, kar pa je zavrnil, zato so mu prepovedali delo v šolstvu.
Preživljal se je z zasebnim poučevanjem učencev, ki jih je pripravljal na izpite. Pirančani so ga nazivali »Maestro« (učitelj) in navajali, da imajo v Piranu »Semovo šolo«. Bil je zelo razgledan, poučeval je tako družboslovne kot humanistične predmete ter mnoge jezike, med njimi grščino, latinščino, nemščino, slovenščino in hrvaščino. Leta 1939 se je pridružil italijanski komunistični partiji, vendar se je po drugi vojni sprl z jugoslovanskimi komunisti, zaradi različnih pogledov. Svoj zadnji javni govor v Piranu je imel poleti 1945. Zelo bolan je umrl koncem decembra tega leta.
Pokopan je na piranskem pokopališču, na Arzah.  Po njem so poimenovali piransko gimnazijo z italijanskim učnim jezikom. Po njem se danes imenuje tudi ulica v Luciji.